# Tipula absconsa
Tipula absconsa är en tvåvingeart som beskrevs av Alexander 1936. Tipula absconsa ingår i släktet Tipula och familjen storharkrankar. Inga underarter finns listade i Catalogue of Life.